# Фото Дональда Трампа під арештом

Фотографія Трампа, зроблена при затриманні, опублікована офісом шерифа округу Фултон, штат Джорджія

24 серпня 2023 року, після винесення обвинувального вироку у справі про рекет і пов'язані з ним звинувачення, Дональд Трамп, який згодом переміг на президентських виборах 2024 року, добровільно здався владі в Атланті, де згодом була зроблена фотографія під арештом. На фотографії Трамп у синьому костюмі, білій сорочці та червоній краватці дивиться в камеру на сірому тлі. Його обличчя освітлене збоку та зверху. Це перша і єдина поліцейська фотографія президента США. Після публікації цей знімок був використаний у президентській кампанії Трампа в 2024 році, в інтернет-мемах та в різних ЗМІ по всьому світу. Він також був виставлений біля входу до Овального кабінету.

## Передісторія
14 серпня 2023 року Велике журі в окрузі Фултон звинуватило Трампа у підкупі виборців та пов'язаними з цими злочинами і видало ордер на його арешт. Окружний прокурор округу Фані Вілліс запропонувала йому добровільно здатися. 24 серпня, незабаром після 19:30 за східним літнім часом (EDT), Трамп з'явився до в'язниці округу Фултон в Атланті, був зареєстрований, отримав номер ув'язненого P01135809, пройшов процедуру оформлення та був відпущений під заставу. О 20:05 за східним літнім часом. Копію фотографії з реєстрації без водяних знаків в'язниці округу Фултон було опубліковано в Twitter. CNN опублікувало офіційне зображення о 21:27.
О 21:38 Трамп опублікував фотографію у соціальній мережі за підписом «MUG SHOT — AUGUST 24, 2023, ELECTION INTERFERENCE, NEVER SURRENDER!». Пост містив посилання на сторінку WinRed, на якій збирали пожертвування на його президентську кампанію 2024 року. Цей пост став першим прикладом активності Трампа в Twitter з того часу, як його обліковий запис було відновлено в листопаді 2022 року Ілоном Маском після придбання ним платформи.

## Використання

### Освітлення в новинах
Багато газет у Сполучених Штатах та інших країнах помістили «фотографію злочинця» на першу смугу або статті на першій смузі, тоді як інші друкували тизери з мініатюрами фотографії на першій смузі. Інші новинні видання повідомили про це.
Fox News опублікувала фотографію у статті про ексклюзивне інтерв'ю, яке Трамп дав їм невдовзі після визволення з в'язниці. Вони процитували його слова про те, що «чиновники в Джорджії наполягли на фотографуванні» і що він погодився на це.

### У Білому домі
Під час другого президентства Дональда Трампа номер New York Post із фотографією на обкладинці був вивішений у золотій рамці в коридорі поряд з Овальним кабінетом. Одна з ранніх фотографій, на якій зображена обкладинка в рамці, була зроблена 4 лютого 2025 року під час візиту прем'єр-міністра Ізраїлю Беньяміна Нетаньяху.

## Реакція
Associated Press назвало це «американським моментом» та «стійким образом, який з'явиться у підручниках історії ще довго після відходу Дональда Трампа». Вони описали зображення, на якому Трамп зухвало дивиться в камеру, ніби він «дивиться на заклятого ворога через об'єктив». Журналіст Кріс МакГріл, який пише для газети The Guardian, назвав це фото визначальним знімком десятиліття, який визначає сучасну політику США. 
Критик із The New York Times Ванесса Фрідман назвала це зображення «безпрецедентним знімком для історії» і зазначила, що «його обличчя освітлене зверху сліпучим білим спалахом, який падає на його попелясто-русяве волосся, як прожектор. […] Він дивиться з-під брів, не посміхаючись, його очі дивно налиті кров'ю, брови насуплені, підборіддя втягнуте, ніби він збирається баднути камеру».

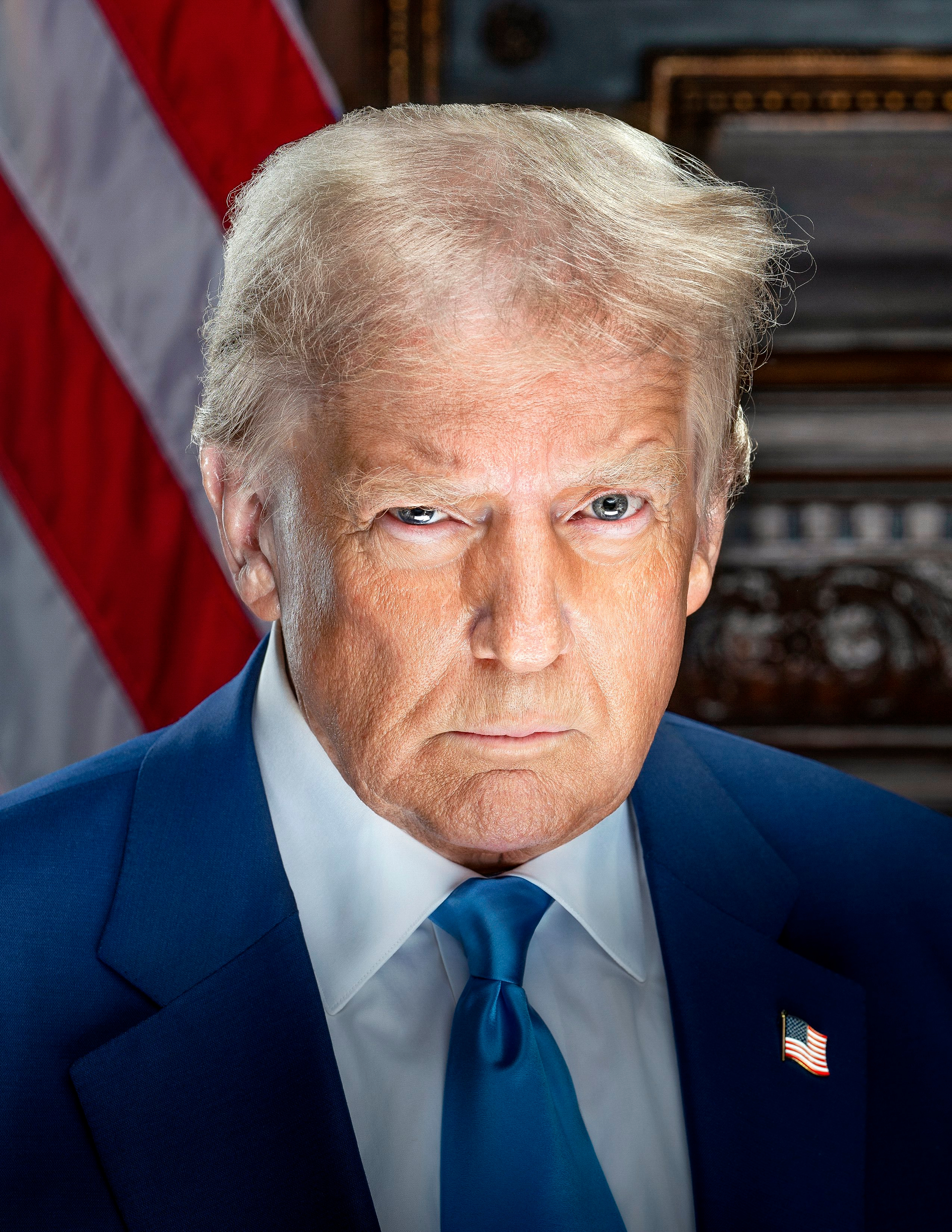
Інавгураційний портрет Дональда Трампа у 2025 році

CNN назвало це зображення «одним із найзнаковіших образів усіх, хто обіймав посаду головнокомандувача» та «вражаючим у своїй простоті, що, безперечно, має дратувати колишню зірку реаліті-шоу, для якої імідж — це все». The Independent зазначила, що «45-й президент дивиться прямо в камеру, насупивши чоло і опустивши густі брови, ніби передбачаючи свою долю», додавши, що «не можна заперечувати той факт, що фотографія Трампа має історичне та культурне значення — і невдовзі її бачитимуть всюди, завжди».
The Telegraph повідомила: «45-й президент зображений у войовничій позі, з похмурими бровами, стиснутими губами і загрозливим виразом обличчя. Його голова та верхня частина плечей видно на знімку, який, ймовірно, стане всесвітньо відомим». Time прокоментував: «Його платинове волосся кольору цукрової вати мерехтить у суворому тюремному освітленні. Його погляд спрямований уперед. Його рот скривився у гримасі. Замість того, щоб посміхатися, як деякі з його підсудних, він, здається, хмуриться». BBC News назвала композицію знімка «кошмаром фотографа».

Коли журналіст запитав його думку про фотографію, президент Джо Байден, наступник і попередник Трампа, чказав: «Гарний хлопець, чудовий хлопець». Після виходу Байдена з передвиборних перегонів у липні Трамп у підсумку виграв вибори 5 листопада, обійшовши Камалу Харріс.
23 лютого 2024 року Трампа розкритикували за коментарі під час передвиборчої промови про те, що його чотири кримінальні звинувачення і фотографія в поліцейській формі підвищили його привабливість серед чорношкірих виборців, він заявив, що «ця фотографія стала № 1. Знаєте, хто прийняв її більше, ніж будь-хто інший? Чорношкіре населення».
Після того як Time назвав його людиною 2024 року, Трамп жартома опублікував мем зі своїм знімком під заголовком «Як все починалося» поряд з обкладинкою Time під заголовком «Як ідуть справи». 17 січня 2025 року, за три дні до інавгурації, команда Трампа з переходу до нової адміністрації опублікувала інавгураційні портрети Трампа та обраного віце-президента Джей Ді Венса. У той час як Венс посміхався на портреті, вираз обличчя Трампа, як повідомляється, був натхненний його фотографією 2023.